# Ceropegia jainii
Ceropegia jainii är en oleanderväxtart som beskrevs av M.Y. Ansari och B.G. Kulkarni. Ceropegia jainii ingår i släktet Ceropegia och familjen oleanderväxter. Inga underarter finns listade i Catalogue of Life.